# Алюминий Казахстана
Акционерное общество «Алюминий Казахстана» — казахстанская компания, производитель глинозёма.
Виды деятельности и основная продукция: производства и реализации глинозёма, а также добычи, переработки и реализации бокситов, известняка, огнеупорных глин, щебня, производства и реализации галлия, сульфата алюминия и других товаров и услуг, и использование его в интересах акционеров Общества. Аятское бокситовое месторождение и Амангельдинский бокситоносный район являются одними из сырьевых баз предприятия. Численность: на 28.02.2009 г. — 11867 человек.
«Алюминий Казахстана» входит в число десяти ведущих производителей глинозёма в мире.

## Показатели
АО «Алюминий Казахстана» в январе — мае 2005 года произвело 628,7 тыс. тонн глинозёма, что на 3,3 % больше, чем в аналогичном периоде 2004 года. На 2005 год ежегодные затраты на науку на предприятии составляли порядка $700 тыс., передаёт Казкоммерцбанк.

## История
В 1960-х (сентябрь 1955 г.) годах в казахстанской степи был построен завод по производству глинозёма — Павлодарский алюминиевый завод. В 1964 году первый эшелон продукции был отправлен из Павлодара на Новокузнецкий алюминиевый завод. В 1995 году предприятие было преобразовано в АО «Алюминий Казахстана». Инвестиции в реконструкцию завода в период с 1994 по 2004 год составили порядка $125 млн.
28 января 1999 года президент Балгабаев Жандос заложил на территории действующего завода капсулу, символизирующую старт строительства нового предприятия: Павлодарского электролизного завода, который должен был воплотить мечту главы государства о производстве собственного казахстанского алюминия. В 2004 году было начато строительство газогенераторной станции. Стоимость проекта, который относится к числу быстро окупаемых, составляет порядка $12,8 млн.

## Собственники
Акционерное общество «Алюминий Казахстана» входит в группу предприятий ENRC (ранее ЕПА), а точнее в Подразделение Группы по производству глинозёма и алюминия, которое является девятым крупнейшим поставщиком продаваемого глинозёма по объёму в мире, (Источник: CRU, 2008 г.).
Это подразделение состоит из двух отдельных предприятий: Алюминий Казахстана (АК) и Казахстанский электролизный завод (КЭЗ), и включает в себя два бокситовых рудника, известняковый рудник, ТЭЦ, глинозёмный завод и электролизный завод. На предприятии применяются сертифицированные системы менеджмента качества ISO 9000-2004, ISO 14000. Руководителем компании с января 2015 года является Арман Есенжулов.

## Подразделения компании
В составе компании пять крупных подразделений:
- Павлодарский алюминиевый завод (ПАЗ) расположен в северном промышленном районе г. Павлодара,
- Павлодарская ТЭЦ-1 (ТЭЦ АО «АК») расположена возле ПАЗа
- Филиал АО «АК» — рудник «Керегетас» расположен в Павлодарской области, недалеко от п. Ушкулун
- Филиал АО «АК» КБРУ «Краснооктябрьское» бокситовое рудоуправление расположено в Костанайской области в городе Лисаковск (пос. Октябрьский)
- Филиал АО «АК» ТБРУ «Тургайское» бокситовое рудоуправление расположено в Костанайской области в городе Аркалык